# كوجنيا (تعليم)
كوجنيا (يالإنكليزية: Cognia) هي منظمة غير حكومية وغير ربحية تعتمد المدارس الابتدائية والثانوية في جميع أنحاء الولايات المتحدة وعلى الصعيد الدولي.

## التاريخ
في البداية تشكلت كوجنيا باسم أدفانس-إد "AdvancED" (أو "أدفانسِد") في عام 2006 من خلال توحيد الأقسام ما قبل الجامعية في اثنتين من منظمات الاعتماد الإقليمية في الولايات المتحدة: لجنة الاعتماد والتحسين لمدرسة الرابطة الشمالية المركزية للكليات والمدارس (NCA CASI)، ومجلس الاعتماد وتحسين المدارس للرابطة الجنوبية للكليات والمدارس (SACS CASI). في عام 2012، انضمت لجنة الاعتماد الشمالية الغربية (NWAC) إلى أدفانس-إد. اندمجت أدفانس-إد مع ميجارد بروسِس Measured Progress في 2018 وتغير اسم المنظمة إلى كوجنيا Cognia في 2019.
لدى كوجنيا معايير وعمليات تتوافق مع الشروط الخاصة بمفوضيّ مدارس تشارتر Charter School، والشركات، والتعلم الرقمي، والتعلم المبكر، ووكالات خدمات التعليم، ومدارس ما بعد المرحلة الثانوية، والأغراض الخاصة، والأنظمة.

## العضوية
ذكرت كوجنيا أنها خدمت أكثر من 36000 مؤسسة على مستوى العالم بإجمالي 25 مليون طالب و5 ملايين معلم في حوالي 80 مقاطعة.

## روابط خارجية
- الموقع الرسمي